# Poel
Poel este o comună din landul Mecklenburg-Pomerania Inferioară, Germania.
1. ↑  Alle politisch selbständigen Gemeinden mit ausgewählten Merkmalen am 31.12.2018 (4. Quartal) (în germană), Statistisches Bundesamt[*], arhivat din original la 10 martie 2019, accesat în 10 martie 2019
2. ↑   https://www.laiv-mv.de/static/LAIV/Statistik/Dateien/Publikationen/A%20I%20Bev%C3%B6lkerungsstand/A123/2016/A123%202016%2022.xls Lipsește sau este vid: |title= (ajutor)